# Court-Saint-Étienne
Court-Saint-Étienne es un municipio de la región de Valonia, en la provincia de Brabante Valón, Bélgica. A 1 de enero de 2019 tenía una población estimada de 10 540 habitantes.

## Geografía
Se encuentra ubicada en el centro del país, al sur de Bruselas y cerca de la famosa localidad de Waterloo, y está bañada por el río Dyle, un afluente del río Escalda.

### Pueblos y aldeas del municipio
El municipio comprende los pueblos y aldeas de: Wisterzée, Sart-Messire-Guillaume, La Roche, Mérivaux, Suzeril, Faux, Limauges, Beaurieux, Franquenies, Le Chenoy, Tangissart, Le Ruchaux.

## Demografía

### Evolución
Todos los datos históricos relativos al actual municipio, el siguiente gráfico refleja su evolución demográfica.
| Gráfica de evolución demográfica de Court-Saint-Étienne entre 1846 y 2020 |
|                                                                           |